# Гідігіцьке водосховище
Гідігіцьке водосховище (рум. Lacul de acumulare Sireți-Ghidighici) — водосховище на річці Бик у Страшенському районі Молдови за 12 км від Кишинева. Біля водосховища розташоване місто Ватра, яке раніше мало назву Гідігіч і дало йому назву.

## Загальна інформація
Статистичні дані (на 1984 рік):
- глибина біля греблі — 9,9 м
- середня тривалість льодоставу — 75 днів
- товщина льоду — 15—30 см

## Коротка характеристика
Гідігіцьке водосховище розташоване приблизно за 70—75 км від початку річки Бик і лежить у Кодрах. Навколишня місцевість горбиста та яриста. У водосховище впадають дві притоки Бика — Сирець (ліва) та Кожушна (права). Площа водозбірного басейну водосховища складає 805 км².
Гребля Гідігіцького водосховища земляна, з донним водовипуском та бетонним паводковим водоскидом. Вода використовується для зрошення та санітарних перепусків у русло річки Бик. З водоплавних птахів гніздяться чапля сіра, бугай, крижень, лиска та інші, з риб водяться карась, короп, краснопірка, лящ, плітка, судак, верховодка, щука, окунь двох видів (дрібний, до 100 грамів, і великий, до 1 кг).
Гідігіцьке водосховище почало заповнюватися навесні 1962 року, а проєктного рівня досягло лише навесні 1963 року. Раніше дослідження та збирання зоопланктону проводили на природних водоймах ложа водосховища, в річці Бик біля села Страшен і в Биковецьких болотах, розташованих у гирлі Биковця, притоки Бика, за 12 км вище від водосховища.
Всі ці водойми вплинули на формування зоопланктону Гідігіцького водосховища в перші 2 роки його становлення. Зоопланктон у них якісно та кількісно був представлений переважно коловертками. Наприклад, у Гідігіцьких водоймах виявлено 53 форми зоопланктону, з яких 75,4 % були коловертки. Більшість цих форм (81,1 %) увійшла до складу зоопланктону водосховища з першого року його існування. Разом з тим, деяких форм, як наприклад Acanthocyclops bicuspidatus, Cyclops gigas, Ectocyclops phaleratus, Daphnia magna, Platyas quadricornis, Mytilina videns та інших, не виявлено й другого року.

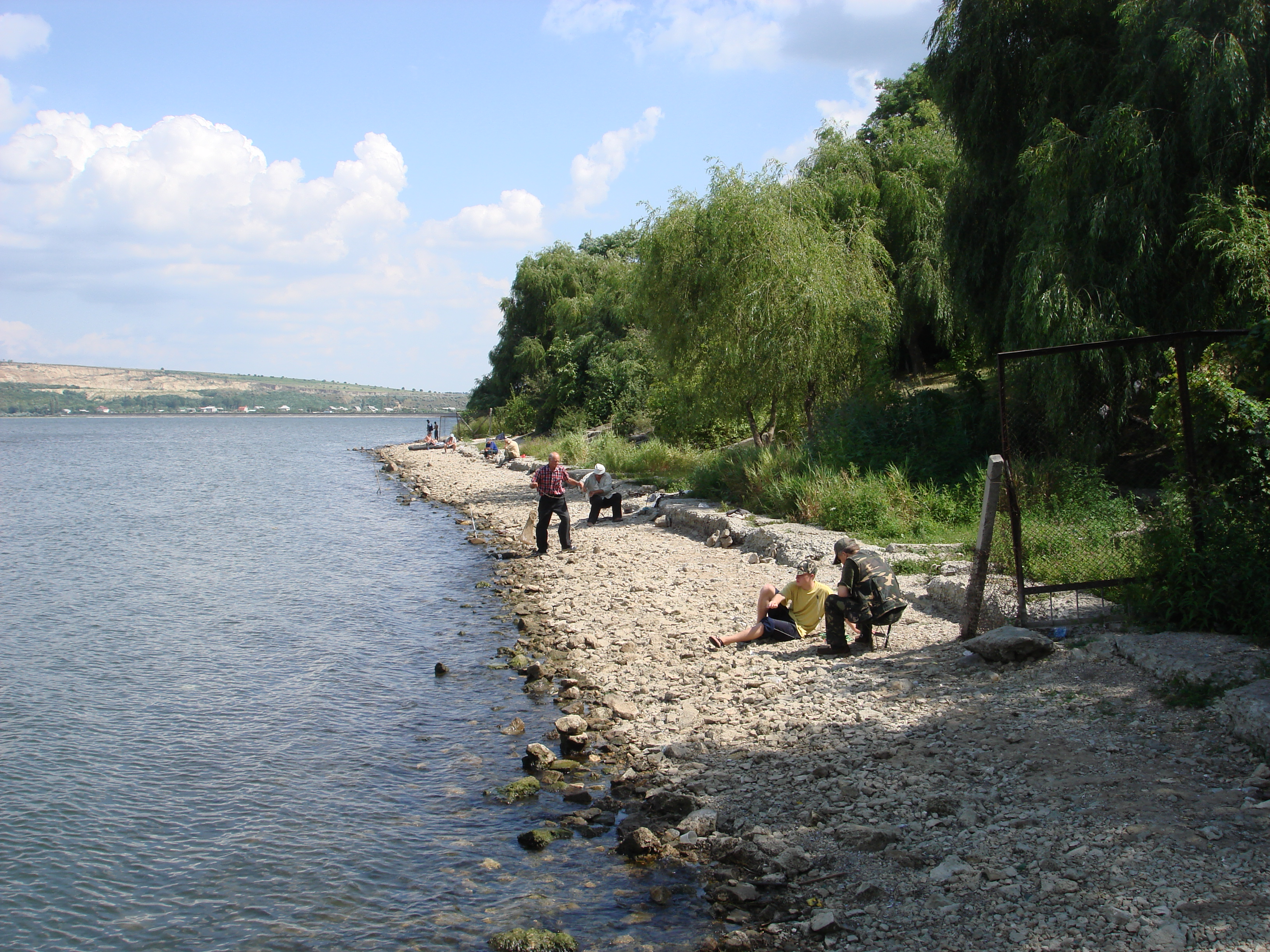
Рибалки на водосховищі

За чисельністю в Гідігіцьких болотах коловертки становили в середньому 77,0-94,1 % від 85,7-97,7 тис. прим./м³. З наймасовіших коловерток виділялися Brachionus calyciflorus f.amphiceros, Br.leydigii var. quadratus, Anuraeopsis fissa, Keratella quadrata, Asplanchna sieboldi тощо. Чисельність ракоподібних, за рідкісним винятком, досягала 60,0 тис. прим./м³ — головним чином за рахунок личинкових стадій Acanthocyclops vernalis.
Дещо більшу різноманітність зоопланктону — до 71 форми встановлено в Биковецьких болотах, причому 58,6 % видів були спільними і для Гідігіцьких водойм. Так само як і в останніх, основна маса цих форм — 73,2 % за різноманітністю та 48,0-93,0 % за чисельністю була представлена коловертками. З ракоподібних відносно часто зустрічалася Bosmina longirostris, але чисельність її не перевищувала 10 тис. прим./м³. Спорадично, але з чисельністю до 264,0 тис. зустрічалася Moina rectirostris.
Помітних змін у видовому складі зоопланктону Гідігіцького водосховища порівняно з Гідігіцькими та Биковецькими болотами, принаймні за час його існування, не відбулося. Низка форм, як зазначено вище, поки що не виявлено. З іншого боку, у складі зоопланктону з'явилися нові форми, не зазначені в Гідігіцьких та Биковецьких болотах, зокрема, 9 — коловертки, 6 — гіллястовусі та 1 — із циклопід. Більшість із них є мешканцями чагарників.
Цікавим є знаходження коловертки Polyarthra pfoloba Wulfert., яку вперше вказано для фауни території колишнього СРСР. До останнього часу вона була відома лише з водойм Західної Європи (Woigt, 1958; Bartos, 1959; Godeany, 1961).
Основне ядро зоопланктону у водосховищі поки що не сформоване. З 93 форм, виявлених у водосховищі, домінують 6 коловерток — Brachionus angularis, Brachionus calyciflorus, Keratella quadrata, Synchaeta sp. та Brachionus leydigii. Випали зі складу зоопланктону обидва представники калянід. Очевидно, і надалі вони будуть відсутні тут, якщо рівень мінералізації води не підвищиться.
Дуже мізерно представлені веслоногі рачки — лише 10 форм. П'ять із них — Paracyclops affinis, Acanthocyclops vernalis, Canthocamptus staphilinus, Acanthocyclops bicuspidatus та Laophonte mohammed зустрічалися лише в якісних пробах. Відносно багато, але не більше 5,0 тис. прим. /м³ (та й то другого року становлення водосховища) досягали Mesocyclops crassus і Cyclops vicinus. Сумарну чисельність веслоногих рачків визначали личинкові стадії циклопід.
Більш різноманітно (16 форм) представлені гіллястовусі рачки. З них 7 форм зустрічалися виключно у якісних пробах. Це Daphnia longispina, Daphnia cucullata var. berolinensis, Simocephalus vetulus, Alonopsis ambigua тощо. Найбільшої масовості досягають Bosmina longirostris f. Similis (18,3 тис. прим./м³), Bosmina longirostris f. cornuta (17,3 тис. прим./м³) і Moina dubia (14,7 тис. прим./м³), що визначили сумарну чисельність гіллястовусих рачків 1963 року.
Як бачимо, зоопланктон Гідігіцького водосховища в перші 2 роки його становлення відрізнявся значною нестійкістю свого видового складу і відносно низькою чисельністю ракоподібних, хоча, як показали дослідження бактеріальної флори (Кривенцова, 1964) та альгофлори (Шалар, 1964) сприятливими, у всякому разі, не обмежуючи масового їх розвитку.
Особливо низькою була чисельність усіх трьох груп зоопланктону 1962 року — всього 59,2 тис. прим./м з біомасою 0,15 г.
Наступного 1963 року найбільша чисельність зоопланктону припадає на липень — 611,6 тис. прим./м³ з біомасою 3,9 г — і визначається переважно численним розвитком коловерток, які становлять 54,6 % його загальної чисельності.
Не можна не відзначити зростання ролі веслоногих і гіллястовусих рачків, що досягли відповідно чисельності 220,2 і 57,0 тис. прим. /м³. З подальшим становленням водосховища та покращенням газового режиму води зоопланктон має набути рис, властивих іншим озерно-ставковим водосховищам з превалюванням копеподно-кладоцерного комплексу.

## Транспорт
До Гідігіцького водосховища курсує маршрут мікроавтобуса № 171, маршрут автобуса № 20 та приміський поїзд Кишинів-Унгени.

## Історія
Водосховище збудовано 1963 року. На початку 1960-х років на березі водосховища споруджено зону відпочинку площею близько 1 тис. га, з яких 124 га займали зеленими насадженнями. Тут проводилися всесоюзні та міжнародні змагання з веслування на байдарках та каное, академічного веслування та інших видів спорту. Найбільше водосховище на малих (місцевих) річках — Гідігіцьке — через замулення втратило на 2000 рік 31 % свого об'єму.